# 10e législature du Canada

La distribution initiale des sièges lors de la 10e législature du Canada

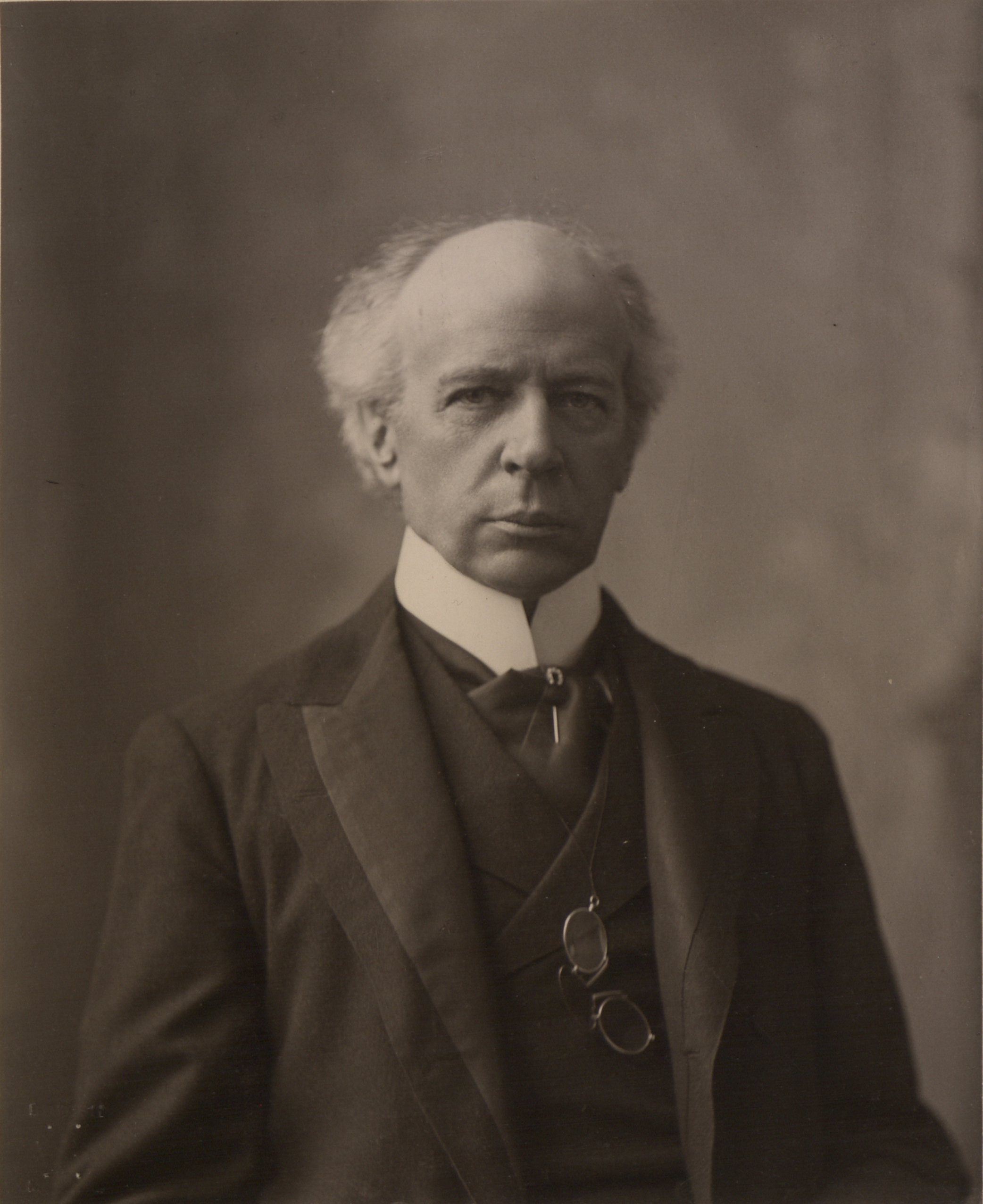
Sir Wilfrid Laurier fut premier ministre durant la 10e législature

La 10e législature du Canada fut en session du 11 janvier 1905 au 17 septembre 1908. Sa composition fut établie par les élections de 1904, tenues le 3 novembre 1904, et fut légèrement modifiée par des démissions et des élections partielles tenues jusqu'à la dissolution précédent les élections de 1908.
La législature fut contrôlée par une majorité parlementaire détenue par le Parti libéral et son chef Wilfrid Laurier. L'Opposition officielle fut représentée par le Parti conservateur/Libéral-conservateur, dirigés par Robert Borden.
Le Président de la Chambre des communes fut Robert Franklin Sutherland.
Voici les 4 sessions parlementaires de la 10e législature:
| Session | Début            | Fin             |
| ------- | ---------------- | --------------- |
| 1re     | 11 janvier 1905  | 20 juillet 1905 |
| 2e      | 8 mars 1906      | 13 juillet 1906 |
| 3e      | 22 novembre 1906 | 27 avril 1907   |
| 4e      | 28 novembre 1907 | 20 juillet 1908 |

## Liste des députés

### Alberta
L'Aberta devint une province canadienne le 1er septembre 1905.
| Circonscription | Circonscription | Nom                                           | Parti   |
| --------------- | --------------- | --------------------------------------------- | ------- |
| Strathcona      |                 | Wilbert McIntyre (élection partielle en 1906) | Libéral |

### Colombie-Britannique
| Circonscription     | Circonscription | Nom                                            | Parti   |
| ------------------- | --------------- | ---------------------------------------------- | ------- |
| Comox—Atlin         |                 | William Sloan                                  | Libéral |
| Kootenay            |                 | William Alfred Galliher                        | Libéral |
| Nanaimo             |                 | Ralph Smith                                    | Libéral |
| New Westminster     |                 | James Buckham Kennedy                          | Libéral |
| Vancouver (Cité de) |                 | Robert George Macpherson                       | Libéral |
| Victoria (Cité de)  |                 | George Riley (démissionne le 6 février 1906)   | Libéral |
| Victoria (Cité de)  |                 | William Templeman (élection partielle en 1906) | Libéral |
| Yale—Cariboo        |                 | Duncan Ross                                    | Libéral |

### Île-du-Prince-Édouard
| Circonscription | Circonscription | Nom                       | Parti        |
| --------------- | --------------- | ------------------------- | ------------ |
| King's          |                 | James Joseph Hughes       | Libéral      |
| Prince          |                 | Alfred Alexander Lefurgey | Conservateur |
| Queen's*        |                 | Alexander Martin          | Conservateur |
| Queen's*        |                 | Angus Alexander McLean    | Conservateur |

### Manitoba
| Circonscription    | Circonscription | Nom                          | Parti        |
| ------------------ | --------------- | ---------------------------- | ------------ |
| Brandon            |                 | Clifford Sifton              | Libéral      |
| Dauphin            |                 | Theodore Arthur Burrows      | Libéral      |
| Lisgar             |                 | Thomas Greenway              | Libéral      |
| Macdonald          |                 | William D. Staples           | Conservateur |
| Marquette          |                 | William James Roche          | Conservateur |
| Portage la Prairie |                 | John Crawford                | Libéral      |
| Provencher         |                 | Joseph Ernest Cyr            | Libéral      |
| Selkirk            |                 | Samuel Jacob Jackson         | Libéral      |
| Souris             |                 | Frederick Laurence Schaffner | Conservateur |
| Winnipeg           |                 | David Wesley Bole            | Libéral      |

### Nouveau-Brunswick
| Circonscription             | Circonscription | Nom                                              | Parti                |
| --------------------------- | --------------- | ------------------------------------------------ | -------------------- |
| Carleton                    |                 | Frank Broadstreet Carvell                        | Libéral              |
| Charlotte                   |                 | Gilbert White Ganong                             | Libéral-conservateur |
| Cité et Comté de Saint-Jean |                 | Alfred Augustus Stockton (décès le 15 mars 1907) | Conservateur         |
| Cité et Comté de Saint-Jean |                 | William Pugsley (élection partielle en 1907)     | Libéral              |
| Cité de Saint-Jean          |                 | John Waterhouse Daniel                           | Conservateur         |
| Gloucester                  |                 | Onésiphore Turgeon                               | Libéral              |
| Kent                        |                 | Olivier Leblanc                                  | Libéral              |
| King's et Albert            |                 | George William Fowler                            | Conservateur         |
| Northumberland              |                 | William Stewart Loggie                           | Libéral              |
| Restigouche                 |                 | James Reid                                       | Libéral              |
| Sunbury—Queen's             |                 | Robert D. Wilmot                                 | Conservateur         |
| Victoria                    |                 | John Costigan (until Senate appointment)         | Libéral              |
| Victoria                    |                 | Pius Michaud (élection partielle en 1907)        | Libéral              |
| Westmorland                 |                 | Henry Robert Emmerson                            | Libéral              |
| York                        |                 | Oswald Smith Crocket                             | Conservateur         |

### Nouvelle-Écosse
| Circonscription          | Circonscription | Nom                                                           | Parti        |
| ------------------------ | --------------- | ------------------------------------------------------------- | ------------ |
| Annapolis                |                 | Samuel Walter Willet Pickup                                   | Libéral      |
| Antigonish               |                 | Colin Francis McIsaac (au 3 juillet 1905)                     | Libéral      |
| Antigonish               |                 | William Chisholm (élection partielle en 1905)                 | Libéral      |
| Cap-Breton-Sud           |                 | Alexander Johnston                                            | Libéral      |
| Cap-Breton-Victoria-Nord |                 | Daniel Duncan McKenzie (au 16 février 1906)                   | Libéral      |
| Cap-Breton-Victoria-Nord |                 | Alexander Charles Ross (élection partielle en 1906)           | Libéral      |
| Colchester               |                 | Frederick Andrew Laurence (au 4 novembre 1907)                | Libéral      |
| Colchester               |                 | John Stanfield (élection partielle en 1907)                   | Conservateur |
| Cumberland               |                 | Hance James Logan                                             | Libéral      |
| Digby                    |                 | Albert James Smith Copp                                       | Libéral      |
| Guysborough              |                 | John Howard Sinclair                                          | Libéral      |
| Halifax*                 |                 | Michael Carney                                                | Libéral      |
| Halifax*                 |                 | William Roche                                                 | Libéral      |
| Hants                    |                 | Judson Burpee Black                                           | Libéral      |
| Inverness                |                 | Angus McLennan                                                | Libéral      |
| Kings                    |                 | Frederick William Borden                                      | Libéral      |
| Lunenburg                |                 | Alexander Kenneth Maclean                                     | Libéral      |
| Pictou                   |                 | Edward Mortimer Macdonald                                     | Libéral      |
| Richmond                 |                 | Duncan Finlayson                                              | Libéral      |
| Shelburne et Queen's     |                 | William Stevens Fielding (élection annulée le 8 octobre 1906) | Libéral      |
| Shelburne et Queen's     |                 | William Stevens Fielding (élection partielle en 1906)         | Libéral      |
| Yarmouth                 |                 | Bowman Brown Law                                              | Libéral      |

### Ontario
| Circonscription            | Circonscription | Nom                                                                            | Parti                    |
| -------------------------- | --------------- | ------------------------------------------------------------------------------ | ------------------------ |
| Algoma-Est                 |                 | Albert Edward Dyment                                                           | Libéral                  |
| Algoma-Ouest               |                 | Arthur Cyril Boyce                                                             | Conservateur             |
| Brantford                  |                 | William Foster Cockshutt                                                       | Conservateur             |
| Brant                      |                 | William Paterson                                                               | Libéral                  |
| Brockville                 |                 | Daniel Derbyshire (démissionne le 30 août 1907)                                | Libéral                  |
| Brockville                 |                 | George Perry Graham (élection partielle en 1907)                               | Libéral                  |
| Bruce-Nord                 |                 | Leonard Thomas Bland (décès le 19 août 1906)                                   | Libéral-conservateur     |
| Bruce-Nord                 |                 | John Tolmie (élection partielle en 1906)                                       | Libéral                  |
| Bruce-Sud                  |                 | Peter H. McKenzie                                                              | Libéral                  |
| Carleton                   |                 | Edward Kidd (démissionne le 19 janvier 1905)                                   | Conservateur             |
| Carleton                   |                 | Robert Laird Borden (élection partielle en 1905)                               | Conservateur             |
| Dufferin                   |                 | John Barr                                                                      | Conservateur             |
| Dundas                     |                 | Andrew Broder                                                                  | Conservateur             |
| Durham                     |                 | Henry Alfred Ward                                                              | Conservateur             |
| Elgin-Est                  |                 | Andrew B. Ingram (démissionne le 8 décembre 1906)                              | Libéral-conservateur     |
| Elgin-Est                  |                 | David Marshall (élection partielle en 1906)                                    | Conservateur             |
| Elgin-Ouest                |                 | William Jackson                                                                | Conservateur             |
| Essex-Nord                 |                 | Robert Franklin Sutherland                                                     | Libéral                  |
| Essex-Sud                  |                 | Alfred Henry Clarke                                                            | Libéral                  |
| Frontenac                  |                 | Melzar Avery                                                                   | Conservateur             |
| Glengarry                  |                 | Jacob Thomas Schell                                                            | Libéral                  |
| Grenville                  |                 | John Dowsley Reid                                                              | Conservateur             |
| Grey-Est                   |                 | Thomas Simpson Sproule                                                         | Conservateur             |
| Grey-Nord                  |                 | William Pattison Telford                                                       | Libéral                  |
| Grey-Sud                   |                 | Henry Horton Miller                                                            | Libéral                  |
| Haldimand                  |                 | Francis Ramsey Lalor                                                           | Conservateur             |
| Halton                     |                 | David Henderson                                                                | Conservateur             |
| Hamilton-Est               |                 | Samuel Barker                                                                  | Conservateur             |
| Hamilton-Ouest             |                 | Adam Zimmerman                                                                 | Libéral                  |
| Hastings-Est               |                 | William Barton Northrup                                                        | Conservateur             |
| Hastings-Ouest             |                 | Edward Guss Porter                                                             | Conservateur             |
| Huron-Est                  |                 | Thomas Chisholm                                                                | Conservateur             |
| Huron-Ouest                |                 | Edward Norman Lewis                                                            | Conservateur             |
| Huron-Sud                  |                 | Benjamin B. Gunn (décès le 9 décembre 1907)                                    | Conservateur             |
| Huron-Sud                  |                 | Murdo Young McLean (élection partielle en 1908)                                | Libéral                  |
| Kent-Est                   |                 | David Alexander Gordon                                                         | Libéral                  |
| Kent-Ouest                 |                 | Herbert Sylvester Clements                                                     | Conservateur             |
| Kingston                   |                 | William Harty                                                                  | Libéral                  |
| Lambton-Est                |                 | Joseph Elijah Armstrong                                                        | Conservateur             |
| Lambton-Ouest              |                 | Thomas George Johnston (décès le 4 juillet 1905)                               | Libéral                  |
| Lambton-Ouest              |                 | Frederick Forsyth Pardee (élection partielle en 1905)                          | Libéral                  |
| Lanark-Nord                |                 | Thomas Boyd Caldwell                                                           | Libéral                  |
| Lanark-Sud                 |                 | John Graham Haggart                                                            | Conservateur             |
| Leeds                      |                 | George Taylor                                                                  | Conservateur             |
| Lennox et Addington        |                 | Uriah Wilson                                                                   | Conservateur             |
| Lincoln                    |                 | Edward Arthur Lancaster                                                        | Conservateur             |
| London                     |                 | Charles Smith Hyman (au 22 mai 1905)                                           | Libéral                  |
| London                     |                 | Charles Smith Hyman (élection partielle en 1905, démissionne le 11 avril 1907) | Libéral                  |
| London                     |                 | Thomas Beattie (élection partielle en 1907)                                    | Conservateur             |
| Middlesex-Est              |                 | Peter Elson                                                                    | Conservateur             |
| Middlesex-Nord             |                 | Valentine Ratz                                                                 | Libéral                  |
| Middlesex-Ouest            |                 | William Samuel Calvert                                                         | Libéral                  |
| Muskoka                    |                 | William Wright                                                                 | Conservateur             |
| Nipissing                  |                 | Charles Arthur McCool                                                          | Libéral                  |
| Norfolk                    |                 | David Tisdale                                                                  | Conservateur             |
| Northumberland-Est         |                 | Edward Cochrane (décédé en fonction)                                           | Conservateur             |
| Northumberland-Est         |                 | Charles Lewis Owen (élection partielle en 1907)                                | Conservateur             |
| Northumberland-Ouest       |                 | John B. McColl                                                                 | Libéral                  |
| Ontario-Nord               |                 | George Davidson Grant                                                          | Libéral                  |
| Ontario-Ouest              |                 | Peter Christie                                                                 | Conservateur             |
| Ottawa (Cité d')*          |                 | Napoléon Antoine Belcourt (nommé au Sénat)                                     | Libéral                  |
| Ottawa (Cité d')*          |                 | Robert Stewart                                                                 | Libéral                  |
| Ottawa (Cité d')*          |                 | Jean-Baptiste Thomas Caron (élection partielle en 1907)                        | Libéral                  |
| Oxford-Nord                |                 | James Sutherland (décès en fonction)                                           | Libéral                  |
| Oxford-Nord                |                 | George Smith (élection partielle en 1905)                                      | Libéral                  |
| Oxford-Sud                 |                 | Malcolm Smith Schell                                                           | Libéral                  |
| Parry Sound                |                 | Robert James Watson                                                            | Libéral                  |
| Peel                       |                 | Richard Blain                                                                  | Conservateur             |
| Perth-Nord                 |                 | Alexander Ferguson Maclaren                                                    | Conservateur             |
| Perth-Sud                  |                 | Gilbert Howard McIntyre                                                        | Libéral                  |
| Peterborough-Est           |                 | John Finlay                                                                    | Libéral                  |
| Peterborough-Ouest         |                 | Robert Richard Hall                                                            | Libéral                  |
| Prescott                   |                 | Edmond Proulx                                                                  | Libéral                  |
| Prince Edouard             |                 | George Oscar Alcorn                                                            | Conservateur             |
| Renfrew-Nord               |                 | Peter White (décédé en fonction)                                               | Conservateur             |
| Renfrew-Nord               |                 | Gerald Verner White (élection partielle en 1906)                               | Conservateur             |
| Renfrew-Sud                |                 | Aaron Abel Wright                                                              | Libéral                  |
| Russell                    |                 | Norman Frank Wilson                                                            | Libéral                  |
| Simcoe-Est                 |                 | William Humphrey Bennett                                                       | Conservateur             |
| Simcoe-Nord                |                 | Leighton Goldie McCarthy                                                       | Indépendant              |
| Simcoe-Sud                 |                 | Haughton Lennox                                                                | Conservateur             |
| Stormont                   |                 | Robert Abercrombie Pringle                                                     | Conservateur             |
| Thunder-Bay et Rainy-River |                 | James Conmee                                                                   | Libéral                  |
| Toronto-Centre             |                 | Edward Frederick Clarke                                                        | Conservateur             |
| Toronto-Centre             |                 | Edmund James Bristol (élection partielle en 1905)                              | Conservateur             |
| Toronto-Est                |                 | Albert Edward Kemp                                                             | Conservateur             |
| Toronto-Nord               |                 | George Eulas Foster                                                            | Conservateur             |
| Toronto-Ouest              |                 | Edmund Boyd Osler                                                              | Conservateur             |
| Toronto-Sud                |                 | Angus Claude Macdonell                                                         | Conservateur             |
| Victoria                   |                 | Sam Hughes                                                                     | Libéral-conservateur     |
| Waterloo-Nord              |                 | Joseph Emm Seagram                                                             | Conservateur             |
| Waterloo-Sud               |                 | George Adam Clare                                                              | Conservateur             |
| Welland                    |                 | William Manley German                                                          | Libéral                  |
| Wellington-Nord            |                 | Thomas Martin (décédé en fonction)                                             | Libéral                  |
| Wellington-Nord            |                 | Alexander Munro Martin (élection partielle en 1907)                            | Libéral                  |
| Wellington-Sud             |                 | Hugh Guthrie                                                                   | Libéral                  |
| Wentworth                  |                 | Ernest D'Israeli Smith (élection annulée)                                      | Conservateur             |
| Wentworth                  |                 | Ernest D'Israeli Smith (élection partielle en 1905)                            | Conservateur             |
| York-Centre                |                 | Archibald Campbell (nommé au Sénat)                                            | Libéral                  |
| York-Centre                |                 | Peter Douglas McLean (élection partielle en 1907)                              | Libéral                  |
| York-Nord                  |                 | William Mulock (nommé dans une fonction juridique)                             | Libéral                  |
| York-Nord                  |                 | Allen Bristol Aylesworth (élection partielle en 1905)                          | Libéral                  |
| York-Sud                   |                 | William Findlay Maclean                                                        | Conservateur indépendant |

### Québec
| Circonscription                 | Circonscription | Nom                                                                                | Parti               |
| ------------------------------- | --------------- | ---------------------------------------------------------------------------------- | ------------------- |
| Argenteuil                      |                 | George Halsey Perley                                                               | Conservateur        |
| Bagot                           |                 | Joseph Edmond Marcile                                                              | Libéral             |
| Beauce                          |                 | Henri Sévérin Béland                                                               | Libéral             |
| Beauharnois                     |                 | Joseph-Gédéon-Horace Bergeron                                                      | Conservateur        |
| Bellechasse                     |                 | Onésiphore-Ernest Talbot                                                           | Libéral             |
| Berthier                        |                 | Joseph-Éloi Archambault                                                            | Libéral             |
| Bonaventure                     |                 | Charles Marcil                                                                     | Libéral             |
| Brome                           |                 | Sydney Arthur Fisher                                                               | Libéral             |
| Chambly—Verchères               |                 | Victor Geoffrion                                                                   | Libéral             |
| Champlain                       |                 | Jeffrey Alexandre Rousseau                                                         | Libéral             |
| Charlevoix                      |                 | Joseph David Rodolphe Forget                                                       | Conservateur        |
| Chicoutimi—Saguenay             |                 | Joseph Girard                                                                      | Conservateur        |
| Châteauguay                     |                 | James Pollock Brown                                                                | Libéral             |
| Compton                         |                 | Aylmer Byron Hunt (élection annulée le 22 novembre 1905)                           | Libéral             |
| Compton                         |                 | Aylmer Byron Hunt (élection partielle en 1906)                                     | Libéral             |
| Deux-Montagnes                  |                 | Joseph Arthur Calixte Éthier                                                       | Libéral             |
| Dorchester                      |                 | Jean-Baptiste Morin                                                                | Conservateur        |
| Drummond—Arthabaska             |                 | Louis Lavergne                                                                     | Libéral             |
| Gaspé                           |                 | Rodolphe Lemieux                                                                   | Libéral             |
| Hochelaga                       |                 | Louis Alfred Adhémar Rivet                                                         | Libéral             |
| Huntingdon                      |                 | Robert Nelson Walsh                                                                | Conservateur        |
| Jacques-Cartier                 |                 | Frederick Debartzch Monk                                                           | Conservateur        |
| Joliette                        |                 | Joseph Adélard Dubeau                                                              | Libéral             |
| Kamouraska                      |                 | Ernest Lapointe                                                                    | Libéral             |
| Labelle                         |                 | Joseph Henri Napoléon Bourassa (démissionne le 29 octobre 1907)                    | Libéral             |
| Labelle                         |                 | Charles Beautrom Major (élection partielle en 1907)                                | Libéral             |
| Laprairie—Napierville           |                 | Roch Lanctôt                                                                       | Libéral             |
| L'Assomption                    |                 | Romuald-Charlemagne Laurier (décès le 28 décembre 1906)                            | Libéral             |
| L'Assomption                    |                 | Ruben Charles Laurier (élection partielle en 1907)                                 | Libéral             |
| Laval                           |                 | Joseph-Édouard-Émile Léonard                                                       | Conservateur        |
| Lévis                           |                 | Louis Julien Demers (décès le 29 avril 1905)                                       | Libéral             |
| Lévis                           |                 | Louis Auguste Carrier (élection partielle en 1905)                                 | Libéral             |
| L'Islet                         |                 | Eugène Paquet                                                                      | Conservateur        |
| Lotbinière                      |                 | Edmond Fortier                                                                     | Libéral             |
| Maisonneuve                     |                 | Raymond Préfontaine (décédé le 25 décembre 1905)                                   | Libéral             |
| Maisonneuve                     |                 | Alphonse Verville (élection partielle en 1906)                                     | Travailliste        |
| Maskinongé                      |                 | Hormidas Mayrand                                                                   | Libéral             |
| Mégantic                        |                 | François Théodore Savoie                                                           | Libéral             |
| Missisquoi                      |                 | Daniel Bishop Meigs                                                                | Libéral             |
| Montcalm                        |                 | François Octave Dugas                                                              | Libéral             |
| Montmagny                       |                 | Armand Renaud Lavergne                                                             | Libéral             |
| Montmorency                     |                 | Georges Parent                                                                     | Libéral             |
| Nicolet                         |                 | Rodolphe Lemieux (au 3 décembre 1906)                                              | Libéral             |
| Nicolet                         |                 | Charles Ramsay Devlin (élection partielle en 1906, démissionne le 29 octobre 1907) | Libéral             |
| Nicolet                         |                 | Gustave-Adolphe Turcotte (élection partielle en 1907)                              | Libéral             |
| Pontiac                         |                 | Gerald Hugh Brabazon                                                               | Conservateur        |
| Portneuf                        |                 | Michel-Siméon Delisle                                                              | Libéral             |
| Québec-Centre                   |                 | Arthur Cyrille Albert Malouin (au 7 janvier 1905)                                  | Libéral             |
| Québec-Centre                   |                 | Arthur Lachance (élection partielle en 1905)                                       | Libéral             |
| Québec (Comté de)               |                 | Charles Fitzpatrick (au 4 juin 1906)                                               | Libéral             |
| Québec (Comté de)               |                 | Lorenzo Robitaille (élection partielle en 1906)                                    | Libéral indépendant |
| Québec-Est                      |                 | Wilfrid Laurier                                                                    | Libéral             |
| Québec-Ouest                    |                 | William Power                                                                      | Libéral             |
| Richelieu                       |                 | Arthur Aimé Bruneau (au 29 janvier 1907)                                           | Libéral             |
| Richelieu                       |                 | Adélard Lanctôt (élection partielle en 1907)                                       | Libéral             |
| Richmond—Wolfe                  |                 | Edmund William Tobin                                                               | Libéral             |
| Rimouski                        |                 | Jean Auguste Ross                                                                  | Libéral             |
| Rouville                        |                 | Louis Philippe Brodeur                                                             | Libéral             |
| Sainte-Anne                     |                 | Daniel Gallery (élection annulée le 12 octobre 1906)                               | Libéral             |
| Sainte-Anne                     |                 | Joseph Charles Walsh (élection partielle en 1906)                                  | Libéral             |
| Saint-Antoine                   |                 | Herbert Brown Ames                                                                 | Conservateur        |
| Saint-Hyacinthe                 |                 | Aimé Majorique Beauparlant                                                         | Libéral             |
| Saint-Jacques                   |                 | Honoré Hippolyte Achille Gervais                                                   | Libéral             |
| Saint-Jean—Iberville            |                 | Louis-Philippe Demers (au 31 août 1906)                                            | Libéral             |
| Saint-Jean—Iberville            |                 | Marie Joseph Demers (élection partielle en 1906)                                   | Libéral             |
| Saint-Laurent                   |                 | Robert Bickerdike                                                                  | Libéral             |
| Sainte-Marie                    |                 | Camille Piché (au 21 juillet 1906)                                                 | Libéral             |
| Sainte-Marie                    |                 | Médéric Martin (élection partielle en 1906)                                        | Libéral             |
| Shefford                        |                 | Charles Henry Parmelee                                                             | Libéral             |
| Sherbrooke (Ville de)           |                 | Arthur Norreys Worthington (élection annulée le 4 décembre 1905)                   | Conservateur        |
| Sherbrooke (Ville de)           |                 | Arthur Norreys Worthington (élection partielle en 1906)                            | Conservateur        |
| Soulanges                       |                 | Augustin Bourbonnais                                                               | Libéral             |
| Stanstead                       |                 | Henry Lovell (décès le 4 décembre 1907)                                            | Libéral             |
| Stanstead                       |                 | Charles Henry Lovell (élection partielle en 1908)                                  | Libéral             |
| Témiscouata                     |                 | Charles Arthur Gauvreau                                                            | Libéral             |
| Terrebonne                      |                 | Samuel Desjardins                                                                  | Libéral             |
| Trois-Rivières-et-Saint-Maurice |                 | Jacques Bureau (au 14 février 1907)                                                | Libéral             |
| Trois-Rivières-et-Saint-Maurice |                 | Jacques Bureau (élection partielle en 1907)                                        | Libéral             |
| Vaudreuil                       |                 | Gustave Benjamin Boyer                                                             | Libéral             |
| Wright                          |                 | Wilfrid Laurier (au 20 janvier 1905)                                               | Libéral             |
| Wright                          |                 | Emmanuel Berchmans Devlin (élection partielle en 1905)                             | Libéral             |
| Yamaska                         |                 | Joseph Ernest Oscar Gladu                                                          | Libéral             |

### Saskatchewan
La Saskatchewan devint une province du Canada le 1er septembre 1905.
| Circonscription  | Circonscription | Nom                                                  | Parti   |
| ---------------- | --------------- | ---------------------------------------------------- | ------- |
| Assiniboia-Ouest |                 | William Erskine Knowles (élection partielle en 1906) | Libéral |
| Saskatchewan     |                 | George Ewan McCraney (élection partielle en 1906)    | Libéral |

### Territoires du Nord-Ouest
| Circonscription  | Circonscription | Nom                                       | Parti                |
| ---------------- | --------------- | ----------------------------------------- | -------------------- |
| Alberta          |                 | John Herron                               | Libéral-conservateur |
| Assiniboia-Est   |                 | John Gillanders Turriff                   | Libéral              |
| Assiniboia-Ouest |                 | Thomas Walter Scott                       | Libéral              |
| Calgary          |                 | Maitland Stewart McCarthy                 | Conservateur         |
| Edmonton         |                 | Frank Oliver (au 8 avril 1905)            | Libéral              |
| Edmonton         |                 | Frank Oliver (élection partielle en 1905) | Libéral              |
| Humboldt         |                 | Alan Joseph Adamson                       | Libéral              |
| Mackenzie        |                 | Edward L. Cash                            | Libéral              |
| Qu'Appelle       |                 | Richard Stuart Lake                       | Conservateur         |
| Saskatchewan     |                 | John Henderson Lamont                     | Libéral              |
| Strathcona       |                 | Peter Talbot                              | Libéral              |

### Yukon
| Circonscription | Circonscription | Nom             | Parti        |
| --------------- | --------------- | --------------- | ------------ |
| Yukon           |                 | Alfred Thompson | Conservateur |

## Sources
- Site web du Parlement du Canada

- (en) Cet article est partiellement ou en totalité issu de l’article de Wikipédia en anglais intitulé « 10th Canadian Parliament » (voir la liste des auteurs).